# Heinz Schießer
Heinz Schießer (* 1942 in Gmunden) ist ein österreichischer ehemaliger Bankangestellter, Historiker und Sachbuch-Autor.

## Leben
Schießer schlug nach seiner Schulzeit eine Laufbahn als Bankangestellter ein.  Nach seiner Pensionierung studierte Schießer das Fach Geschichte an den Universitäten Salzburg und Linz. In der Folge publizierte er mehrere Bücher über die Lokal- und Regionalgeschichte seines Heimatortes Gmunden sowie über das Salzkammergut.
Schießer lebt in Gmunden.

## Schriften
- 100 Jahre Alpenverein in Gmunden. Festschrift aus Anlass des 100-jährigen Bestehens der Sektion Gmunden (1902–2002). Einhundert Jahre Alpenverein Gmunden, 	Österreichischer Alpenverein, Sektion Gmunden, 2002
- Gmundner Villen. Reminiszenzen an die Belle Époque in der Traunseestadt. Mag. Heinz Schießer, Gmunden 2013
- Altgmundner Bilderbuch. Dokumente, Bilder, Fotos aus sieben Jahrhunderten.  Steinmaßl Verlag, Grünbach  2014, ISBN 978-3-902427-94-6
- Christa Freifrau von Tessin (Hrsg.), Heinz Schießer: Franz Graf Folliot de Crenneville. Generaladjutant und Oberstkämmerer Kaiser Franz Josephs. Leopold Stocker Verlag, Graz-Stuttgart 2015, ISBN 978-3-7020-1559-6; Inhaltsverzeichnis und Inhaltstext
- „Wir gehen zwar, aber wir kehren wieder.“ Gegenreformation und Geheimprotestantismus im Salzkammergut. Wagner Verlag, Linz 2017, ISBN 978-3-903040-22-9 und ISBN 3-903040-22-3  (Inhaltsverzeichnis)
- Heinrich Prinz von Hannover (Hrsg.),  Heinz Schießer: Die Welfen am Traunsee. 130 Jahre Schloss Cumberland in Oberösterreich. MatrixMedia Verlag, Göttingen 2017, ISBN 978-3-946891-02-4 und ISBN 3-946891-02-0 (Inhaltsverzeichnis)
- Die Ära Krackowizer in Gmunden. Politik – Geschichtschreibung – Wirtschaft. Mag. Heinz Schießer, Gmunden 2019, ISBN 978-3-200-06183-5.